# ネイチャー メディシン
ネイチャー  メディシン（英: Nature Medicine、Nat. Med.) は、Nature Publishing Groupが発行している国際学術誌である。
医学に関する研究の成果を載せている。世界各国の研究者より投稿される論文はピアレビューにより精査され、基準を満たすもののみが掲載される。科学情報研究所 (Institute for Scientific Information, ISI) の統計による2013年のインパクトファクター は28.054。